# Lądowisko Dąbrowa Tarnowska-Szpital
Lądowisko Dąbrowa Tarnowska-Szpital – lądowisko sanitarne w Dąbrowie Tarnowskiej, w województwie małopolskim, położone przy ul. Szpitalnej 1. Przeznaczone jest do wykonywania startów i lądowań śmigłowców sanitarnych i ratowniczych w dzień o dopuszczalnej masie startowej do 5700 kg. 
Zarządzającym lądowiskiem jest Zespół Opieki Zdrowotnej w Dąbrowie Tarnowskiej. W roku 2013 zostało wpisane do ewidencji lądowisk Urzędu Lotnictwa Cywilnego pod numerem 202
Otwarte zostało w 2012. W przyszłości planowane jest wykonanie oświetlenie lądowiska, aby starty i lądowania mogły odbywać się również w nocy.